# Thierry-Dominique Humbrecht
Thierry-Dominique Humbrecht OP (París, França, 12 de setembre de 1962) és un frare dominic, escriptor, teòleg, filòsof i membre societari de l'Acadèmia Catòlica de França des del 2015.

## Biografia
Va entrar a l'Orde de Predicadors a la província dominicana de Tolosa el 1985 i es va ordenar sacerdot el 1991. Premiat per l'Acadèmia de Ciències Morals i Polítiques el 2007, es va doctorar en filosofia el 2004 amb una tesi sobre Tomàs d'Aquino. Entre les obres més importants que ha publicat cal destacar Théologie négative et noms divins chez saint Thomas d'Aquin. Es va doctorar en dret canònic en filosofia el 2008 i el 2010 va publicar una tesi de doctorat canònic en teologia a la Universitat de Friburg de Suïssa sobre la Trinitat i la Creació sota el prisma de la via negativa de Sant Tomàs d'Aquino.
Del 1993 al 2008 va ser, a Burdeus, director d'estudis filosòfics dels estudiants dominics de la província de Tolosa. Va ensenyar filosofia i teologia a diversos centres: a l'institut catòlic de París, a l'institut catòlic de Tolosa, a l'Studium dels dominics de Burdeus, a l'institut Sant Tomàs d'Aquino de Tolosa i a l'institut de filosofia comparada de París. També va col·laborar amb diverses publicacions, com Revue thomiste, Communio o Famille chrétienne. Va dirigir la col·lecció Bibliothèque de la Revue thomiste amb les edicions Parole et Silence.
Destaca també com investigador de la filosofia medieval, sobretot de Tomàs d'Aquino, la teologia negativa, el pecat original i la metafísica, i també de debats filosòfics més contemporanis, com l'ontoteologia i l'hermenèutica. Més enllà de publicacions més de caràcter religiós o teològic, també és escriptor per a la Tribune del diari Le Figaro.

## Obres
- Petite théologie de poche, 101 sermons, 2002
- Le théâtre de Dieu, Discours sans prétention sur l'éloquence chrétienne, 2003
- Lettre aux jeunes sur les vocations, 2004
- La prière du pauvre, 2005
- Théologie négative et noms divins chez saint Thoomas d'Aquin, 2006
- L'avenir des vocations, 2006
- Lire saint Thomas d'Aquin, 2007
- La vocation dominicaine, 2007
- Vocations, 2008
- Le bonheur d'être chrétien, 2008
- Charlotte ou le Pont des Arts, 2010
- Trinité et création au prisme de la voie négative chez Saint Thomas d'Aquin, 2011
- L'évangélisation impertinente. Guide du chrétien au pays des postmodernes, 2012
- Mémoires d'un jeune prêtre, 2013
- Éloge de l'action politique, 2015
- L'éternité par temps de crise. 70 sermons d'espérance, 2016
- L'avenir des vocations, 2017